# Канне-Мейер, Кора
Кора Канне-Мейер (нидерл. Cora Canne Meijer; 11 августа 1929, Амстердам — 25 августа 2020) — нидерландская оперная певица (меццо-сопрано) и музыкальный педагог.
Училась в Амстердамской консерватории у Ре Костер и Яна Кейзера, затем в Париже у Ноэми Перуджа и в Берлине у Альфреда Йергера. В 1950 году Гаагским муниципальным музеем удостоена премии имени Ринта ван Сантена.
Дебютировала на сцене Нидерландской оперы в 1951 году в партии Аннины в опере Джузеппе Верди «Травиата». Первый большой успех на родной сцене завоевала в 1954 году исполнением заглавной партии в опере Амбруаза Тома «Миньон». В 1956 году на Глайндборнском фестивале пела Керубино в опере Моцарта «Свадьба Фигаро», в 1959 году на Зальцбургском фестивале выступила в опере Йозефа Гайдна «Лунный мир». В 1960—1962 гг. солистка Цюрихской оперы, где в особенности ярко исполняла заглавную партию в опере Жоржа Бизе «Кармен». Участвовала в премьерных исполнениях опер Франка Мартена «Господин де Пурсоньяк» (1963, по одноимённой пьесе Мольера) и Дариуса Мийо «Преступная мать» (1966), обе премьеры состоялись в Женеве. Затем вновь пела в Нидерландах, в последний раз появилась на оперной сцене в 1986 году в опере Бенджамина Бриттена «Похищение Лукреции», однако вплоть до 1999 года продолжала изредка выступать в концертных программах.
В 1964—1994 гг. преподавала в амстердамской Консерватории имени Свелинка. В 1989 году выступила как оперный режиссёр, поставив «Волшебную флейту» Моцарта в открытом театре с молодёжной оперной труппой.